# András Dékány
András Dékány (11. ledna 1903, Kecskemét – 30. května 1967, Budapešť) byl maďarský spisovatel a novinář.

## Život
Prošel mnoha zaměstnáními. Pracoval jako dělník, úředník, ornitolog i námořník, později jako novinář. Působil hodně v zahraničí, především v Anglii. Po roce 1945 byl okresním soudcem a nakonec se věnoval pouze literatuře. Publikovat začal na přelomu dvacátých a třicátých let. Je autorem románů, povídek i divadelních her. Jeho prózy jsou protknuty silnou sociální kritikou. Nejznámější je díky svým dobrodružným knihám pro děti a mládež. Roku 1961 obdržel Cenu Attily Józsefa.

## Dílo (výběr)
- Félálomban (1929, V polospánku), román.
- Gyár (1933, Továrna), román.
- Aranysziget (1938, Zlatý ostrov), lidová divadelní hra.
- Tátrai tüzek (1939, Tatranské ohně), sbírka povídek.
- Ludas Matyi (1939), román pro mládež.
- A fiúk királya – Lord Robert Baden-Powell élete (1940, Král chlapců), biografie Roberta Baden-Powella.
- A folyam dala (1942, Píseň řeky), román.
- Csínom Palkó (1951), rozhlasová hra, název je převzat z maďarské vojenské lidové písně, zfilmováno.
- Náderdőben vadmadár (1955, Volný pták v rákosí), črty.
- Matrózok, hajók, kapitányok (1958, Námořníci, lodě, kapitáni), pro mládež.
- Kalózok, bálnák, tengerek (1959, Bukanýři, velryby, moře), pro mládež.
- Csempészek, hősök, kikötők (1960, Pašeráci, hrdinové, přístavy), pro mládež.
- Az elveszett sziget (1961, Ztracený ostrov), román pro mládež, česky jako Ostrov pirátů, příběh čtyř přátel, kteří si dali za úkol plavit se z Brazílie kolem Hornova mysu do severoamerického Oaklandu na modelu staré fregaty. Při cestě jsou přepadeni tlupou pirátů, kteří se snaží najít ztracený poklad svých předchůdců.
- Az óceán császára (1962, Císař oceánu), román pro mládež.
- A gyöngyhalászok titka (1962, Tajemství lovců perel), román pro mládež.
- Jokkó visszatér (1963, Jokkó se vrací), román pro mládež.
- A nagy kapitány – Ferdinand Magellán élete (1963, Velký kapitán), biografie Ferdinanda Magellana líčící jeho život od dětství až po plavbu kolem světa a jeho smrt na Filipínách roku 1521.
- Kossuth Lajos tengerésze (1964, Námořník Lajose Kossutha), román pro mládež, příběh maďarského plavčíka.
- A Sarkvidék meghódítója – Roald Amundsen élete (1966, Dobyvatel Arktidy), biografie Roalda Amundsena.
- A fekete herceg (1966, Černý princ), román.
- S.O.S Titanic (1967, SOS Titanic), román ve kterém autor rekapituluje zkázu Titanicu při honbě za Modrou stuhou.
- Robinson utolsó kalandja (1967, Robinsonovo poslední dobrodružství), román pro mládež. Po letech klidného života v Yorku se dvaašedesátiletý Robinson Crusoe rozhodne vrátit se na svůj ostrov. Netuší ale, že jej ovládli lodní vzbouřenci.
- Mexikói legények (1968, Mexičtí chlapci), posmrtně, román pro mládež.

## Filmové scénáře a adaptace
- A színház szerelmese (1944, MIlovníci divadla), scénář k maďarskému filmu, režie Emil Martonffi. Film se nedochoval, jediné, co z něj zbylo, jsou neúplné fragmenty.[3]
- Csínom Palkó (1973), maďarský film podle autorovy rozhlasové hry, režie Márton Keleti, česky uvedeno jako Od vítězství k vítězství[4]
- Dankó Pista (2005), televizní film podle autorova libreta k muzikálu, režie Levente Moravetz.[5]

## Česká vydání
- Ostrov pirátů, Mladá fronta, Praha 1972, přeložila Anna Valentová.
- Velký kapitán: život Ferdinanda Magellana, Mladá fronta, Praha 1975, přeložila Anna Valentová.
- Poslední Robinsonovo dobrodružství, Albatros, Praha 1986, přeložila Marcela Husová.
- SOS Titanic, Eri, Budapešť 1988, přeložila Marcela Husová.